# Ledpansarhajar
Ledpansarhajar (Arthrodira) är en utdöd ordning inom klassen pansarhajar som innehåller omkring 150 kända släkten. Ledpansarhajarna levde under devon
Liksom övriga pansarhajar var främre delen av kroppen täckt av ett benpansar, uppdelat i huvud- och bröstpansar, ledade mot varandra. Arthrodira tillhörde de största bland pansarhajarna och kunde nå en längd på upp till åtta meter och därmed en av samtidens största rovdjur. Ledpansarhajarna levde mestadels nära havsbottnen.
Släktet Coccosteus är rikligt förekommande i europeiska avlagringar från devon.